# Adriana Maliponte
Adriana Maliponte (ur. 26 grudnia 1938 w Brescii) – włoska śpiewaczka operowa, sopran, śpiewająca w latach 60., 70. i 80. na scenach Europy i Ameryki Północnej.

## Życiorys
Adriana Macchiaioli (tak brzmi jej prawdziwe nazwisko), w wieku 14 lat przeniosła się do Francji. Studiowała w Konserwatorium w Mulhouse śpiew (u Suzanne Stappen Bergman), grę na pianinie oraz taniec. Gdy Adriana miała 15 lat, została zaproszona do Como, Carmen Melis zaoferowała jej szkolenie głosu pod jej kierunkiem. 
Zadebiutowała w Mediolanie, w Teatro Nuovo, w 1958 roku jako Mimi w Cyganerii Giacoma Pucciniego. W 1960 roku wygrała Międzynarodowy Konkurs Wokalny w Genewie. 
W sezonie 1962-63 zadebiutowała w Operze Paryskiej jako Micaela w Carmen Bizeta. W następnym roku wystąpiła w Wenecji jako Sardula w prapremierze Le derniere savauge Gian Carla Menottiego. 
W 1970 roku po raz pierwszy wystąpiła w mediolańskiej La Scali jako Manon w dziele Masseneta. 
Śpiewała na wielu scenach amerykańskich: Philadelphia, Nowy Orlean, Miami, Hartford, Chicago (Traviata z Alfredem Krausem w 1966 r). W Metropolitan Opera zadebiutowała w 1971, jako Mimi w Cyganerii (u boku Luciana Pavarottiego jako Rudolfa). W MET wystąpiła w sumie 113 razy. 
W londyńskiej Covent Garden po raz pierwszy zaśpiewała w 1976 (Nedda w Pajacach). 
Maliponte śpiewała przede wszystkim repertuar liryczny i spinowy: o dużej indywidualności brzmienia: posługiwała się miękkim, jedwabistym dźwiękiem, nienaganną techniką i dramatycznymi, gdy trzeba środkami wyrazu.  Była doskonałą aktorką sceniczną. 
Do jej popisowych ról należała: Violetta w Traviacie, Luiza Miller, Alicja Ford w Falstaffie, Amalia w Simonie Boccanegrze, Adina w Napoju miłosnym, Liu w Turandot, Julia w Romeu i Julii Gounoda, Elwira w Purytanach. 
Kreowała także Iris Mascagniego i Manon Lescaut Pucciniego.

## Nagrania
Maliponte nigdy nie stała się gwiazdą wytwórni płytowych, pozostawiła natomiast wiele transmisji radiowych i nagrań pirackich. Oficjalne nagrania to między innymi Micaela w Carmen (pod Leonardem Bernsteinem) i Anna w Willidach Pucciniego. 